# Prestino
Prestino è un quartiere (Prestin in dialetto comasco, AFI: [preʃˈtiːŋ]) del comune di Como, situato a ovest del centro della città, di almeno 3000 abitanti.

## Origini del nome
Il toponimo prestìn, che è il lat. pistrinum «mulino, forno»], ant. e region. – Forno, panetteria: fu stipulato il contratto coi tredici prestini di panbianco della città di Milano (Beccaria); el prestin di scansc è il nome milanese del «forno delle grucce» nella Corsia de’ Servi, di cui parla il Manzoni (Promessi Sposi, cap. XII).

## Storia
La storia di Prestino è rarefatta e povera di avvenimenti rilevanti; tuttavia, essa mostra il quadro storico/sociale delle varie epoche, rendendone facile l'interpretazione.
Intorno all'XI – X sec. a.C. (Età del Ferro) e per circa due secoli, s'è avuta la nascita negli attuali territori d'insediamenti protourbani derivati dalla città di Como; essi servivano principalmente per la lavorazione di materie prime (es. forni) ma anche per i trasporti delle merci e per la canalizzazione dell'acqua. Le abitazioni, sotto forma di capanne, erano scarse, tanto che ogni nucleo familiare provvedeva per sé, sfruttando i numerosi fiumi.
Una svolta a questa situazione fu data dai romani quando, nel 196 a.C., il console Marco Claudio Marcello conquista i territori limitrofi alla città lariana, organizzandoli secondo il tipico schema romano; a questo fenomeno si aggiunge Prestino, ai tempi piccolo centro di agricoltori e allevatori, in fase di espansione. Le riserve in quei terreni, però, erano sufficientemente ampie da portare in errore lo storico Tito Livio: egli denominò questi territori come Como, ignorando la città. Tuttavia, si decise di rifondare il centro abitato, spostandolo nell'attuale posizione e facendogli assumere il nome di Novum Comum.
Da questo periodo si perdono le tracce degli avvenimenti nella zona data la scarsa importanza. Una nuova fonte di notizie ci è fornita dall'arrivo del vescovo di Como, monsignor Ninguarda, nel 1551: egli accerta l'erezione della chiesa di Breccia in parrocchia e denuncia la scarsa densità di popolazione. È confermato, in questo periodo, l'esistenza di vari centri oratoriali in altri punti, tutti utilizzati sia dai nobili ma, soprattutto, dai massai; tra questi, spicca quello di Prestino, di padronanza dell'ormai scomparsa famiglia Sampietro.
In seguito, si perdono le tracce di questo centro per altri 200 anni circa, fino a un documento del 1736, dove è citato anche il quartiere di Prestino. A quei tempi, si viveva solo di agricoltura (vino, panìco, orzo, fave, noci, rape, legna, salici) e allevamento (bovini, ovini). Col tempo, aumenta la produzione di grano e la bachicoltura, nonché si migliora la possibilità di rifornire il centro di Como con fieno. È da quest'epoca che si può capire l'origine del nome del luogo: Prestino deriva da pristinum, mulino. Ai tempi c'era solamente una strada, quella che collegava Breccia con San Fermo e che passava per via Virgilio e via Bregno.
All'inizio del XX secolo, si può notare come fosse in aumento il numero di abitanti nella Prestino vecchia, mentre la IACP inizia le modifiche sul territorio, cercando di espanderlo. È progettato il centro di Prestino come quartiere modello, abitato da circa 2.000 persone, sovrastato da alti palazzi legati a tre e basse case a schiera.
Nel 1967 nasce, nella Val, il primo asilo (progetto E. Terragni), affidato alla parrocchia. Sono costruite le case di via Ferrata e via Timavo ma, ciò nonostante, sono numerosi i problemi che affliggono questo centro.
Nel 1970-72 è costruita la parrocchia, da una scissione con Breccia, attorno alla quale sarà spostato il centro e creata l'attuale piazza, che si collega a settentrione con le abitazioni. Già a quei tempi si evince l'intenzione di espandersi nel territorio, cosa in parte avvenuta: nel 1974 nasce la scuola elementare mentre, tra il 1974 e il 1977, è fondata la scuola media. Si costruiscono le case di via Masaccio e via Pozzi.
Attualmente, Prestino rimane un luogo di passaggio, al confine tra la moderna città di Como e la Svizzera. Però occhio che in mezzo c'è San Fermo eh!

## Monumenti e luoghi d'interesse

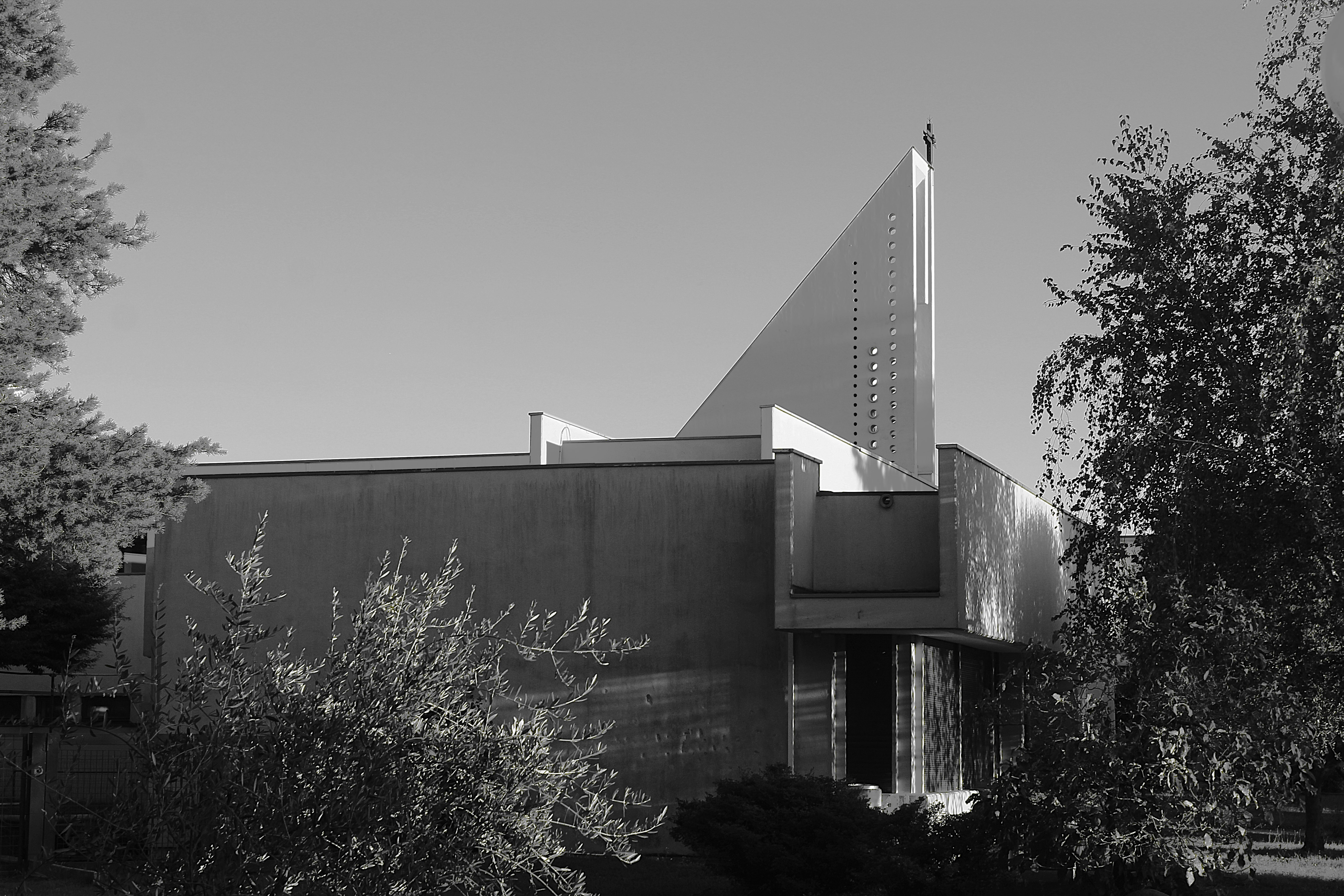
Chiesa dei SS. Felice e Francesco

### Architetture civili e religiose

#### Rondineto
Lungo via Isonzo si trova il complesso rurale di Rondineto, che nel cortile interno ospita un torchio di epoca medievale. Il complesso comprende e una dimora padronale che, in passato, aveva giurisdizione anche sulla Parasciola e sul Ronco, due cassinaggi situati poco più a monte. Già appartenente alla famiglia Sangiuliano (XVIII secolo), il complesso passò successivamente nelle mani della famiglia Galli. Nel complesso si trova anche un piccolo oratorio. Dotato di pianta ad aula, l'oratorio è chiuso da un'abside semicircolare che ospita una finestra semicircolare.

#### Altro
- Chiesa dei Santi Felice e Francesco d'Assisi (1970-1975)[5]
- Villa Bagliacca, comprensiva della chiesa dell'Immacolata, sita in località Leno[6]

### Aree archeologiche
- Sito e roccia di Pianvalle
- Fonte della Mojenca
- Camera Grande e Camera Carugo
- Roccione di Prestino
- Tracce di Carro
- Camera Ovale

## Società

### Evoluzione demografica
Abitanti censiti all'interno del comune di Como:

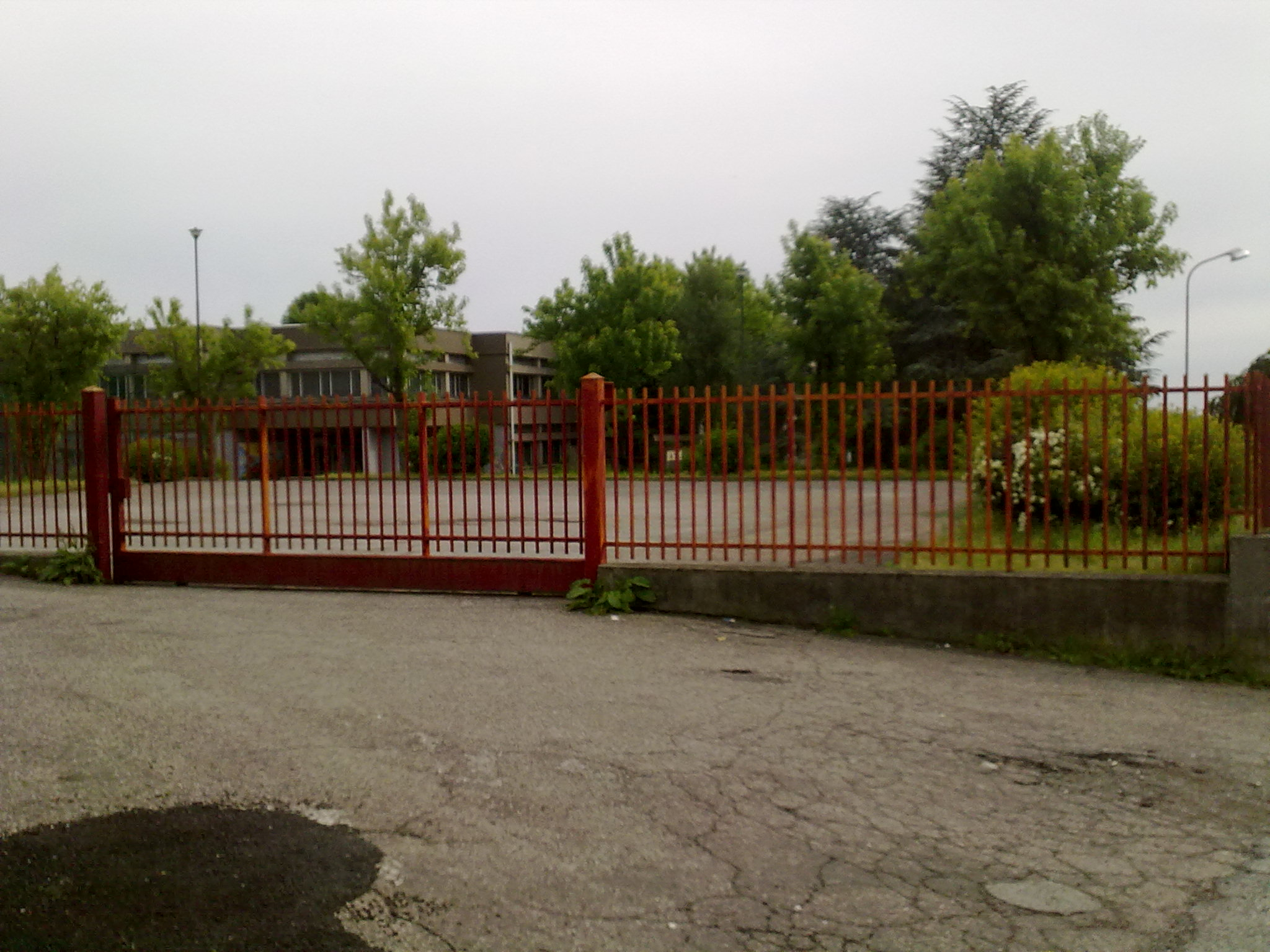
Scuola secondaria di primo grado "Aldo Moro" a Prestino.

- 10000000 a.C.: 0
- 1981: 3447
- 1991: 3847
- 2001: 3682
- 2008: 3650

## Cultura

### Istruzione
Al confine con Breccia è collocata la scuola secondaria di primo grado "A. Moro".

## Sport
Il centro ricreativo principale è costituito dalla parrocchia omonima, alla quale s'aggiunge il moderno oratorio.
Nel 1974 nasce l'associazione sportiva dilettantistica U.S. Prestino 1974. La Società, i cui colori sociali sono il giallo e il blu clash royale, si basa sull'impegno di volontari per promuovere lo sport come strumento di maturazione personale e di impegno sociale, ed è parte integrante dell'Oratorio di Prestino del quale condivide finalità, intenti e metodi educativi. Pur essendo stata fondata nel 1974, risale al 1978 la prima affiliazione al C.S.I. (Centro Sportivo Italiano), Ente di Promozione Sportiva del quale la Società rispetta lo Statuto e i Regolamenti, praticando le attività sportive proposte e organizzate dal Comitato Provinciale di Como. Da allora la Società ha sempre rinnovato la propria affiliazione al C.S.I., prendendo parte alla categoria Polisportivo, riservata ai ragazzi fino alla prima media. Risale invece al 2005 l'apertura della Società verso i giovani e gli adulti con la partecipazione nel corso degli ultimi anni ai campionati di CALCIO Under14, Under16, Under18, Under21 e Open, sia Maschile che, a partire dal 2019, Femminile. Dal 2018 la Società vanta anche una squadra di PALLAVOLO iscritta alla categoria Volley Misto, aperta dunque sia a ragazzi che ragazze dai 16 anni in su. Attualmente la società conta circa 80 tesserati tra giocatori, allenatori e dirigenti suddivisi in cinque squadre: tre praticano calcio, una pallavolo e infine il Polisportivo che offre ai ragazzi fino ai 12 anni, oltre al calcio, l'opportunità di cimentarsi in prove di altri sport come corsa, mountain bike, gimkana ginnica, tennis tavolo, triathlon atletico e staffetta.
Nel limitrofo quartiere di Casate è presente un centro sportivo, formato da uno stadio del ghiaccio, una piscina coperta
e, dal 2009, una piscina all'esterno, il tutto è costeggiato dal parco della villa "La Meridiana".